# Residenz Ansbach
Residenz Ansbach (également connu sous le nom de Markgrafenschloß) est un palais situé dans la ville d'Ansbach dans le land de Bavière dans le Sud de l'Allemagne. 
Il fut le siège de la principauté d'Ansbach, il est aujourd'hui le siège du gouvernement de Moyenne-Franconie, et géré par l'administration des châteaux, jardins et lacs de l'état bavarois. Le grand hall et l'orangerie dans ses jardins accueillent le festival biennal de musique de Bachwoche Ansbach (en).

## Traduction
- (en) Cet article est partiellement ou en totalité issu de l’article de Wikipédia en anglais intitulé « Residenz Ansbach » (voir la liste des auteurs).